# HD 240210 b
HD 240210 bは2009年6月10日にホビー・エバリー望遠鏡を用いてNiedzielskiらによって発見された、木星質量の5.21倍以上の質量の太陽系外惑星である。カシオペヤ座の方角に位置するスペクトル型K3の巨星HD 240210の周囲を公転する。軌道長半径は1.16auで、軌道周期は501.75日である。